# Сластион, Афанасий Георгиевич
Афанасий Георгиевич Сластион (укр. Сластіон Опанас Георгійович; 2 (14) декабря 1855, Бердянск, Таврическая губерния, Российская империя (сейчас город в Запорожской области) — 24 сентября 1933, Миргород, Украинская ССР, СССР) — украинский и советский художник и график романтично-народнического направления, этнограф, архитектор и педагог, основатель Миргородского краеведческого музея.
В различных источниках использовалось также написание фамилии Сластьон, Сластьонов.

## Биография
Отец Афанасия — Георгий Дмитриевич, родом из города Золотоноши на Черкащине (но тогда Золотоноша входила в состав Полтавской губернии). Известно, что после рождения сына семья перебралась в город Ногайск (ныне — Приморск Запорожской области). В детстве мальчик учился живописи у своего отца, который работал реставратором церковной живописи и иконописцем, а также у соседа Анастаса Смоктия — художника и музыканта, который играл на нескольких музыкальных инструментах и учил кобзарству.
От мамы, Марии Мартыновны, он слышал множество сказок, народных песен и поверий. Она же привила сыну искренний интерес к кобзарству.
Георгий Дмитриевич хотел дать сыну хорошее образование, поэтому отправил Афанасия на обучение в Петербург. В столице Российской империи одаренный парень сначала поступил в школу «Общества поощрения художеств», а в 1874—1882 годах продолжил обучение в Петербургской Академии художеств. Учителями Афанасия в Академии были И. Крамской и П. Чистяков. За время обучения получил две серебряные медали. В ходе обучения нашел немало сведений о Тарасе Шевченко, также его посмертную маску. В картинной галерее Академии художеств познакомился с будущим художником Порфирием Мартыновичем (иллюстратор «Энеиды» Ивана Котляревского (1873—1874), художник-реалист, развивал направление украинского реалистического портрета). Во время учебы в Петербурге Сластион вместе с П. Мартыновичем ежегодно путешествовал по Украине, отлично рисовал быт крестьян и мещан. Так, в 1875—1876 годах, во время летних поездок на Полтавщину Афанасий посетил Пирятинский и Лохвицкий уезды Полтавской губернии. Здесь он нарисовал портреты нескольких кобзарей и записал от них много народных дум. После Первого съезда этнографов приобрел фонограф, чтобы записывать кобзарей.
С 1887 года по 1900 год Афанасий Сластион работал в интендантском управлении при Техническом комитете Военного министерства, где занимал должность художника по проектированию обмундирования войск. Использовал службу для глубокого изучения материалов об украинском казачестве. В 1897—1900 годах возглавлял Украинский клуб в Петербурге — общественное объединение, члены которого должны были знакомить общественность с украинской культурой и историей.
В течение 1900—1908 годов преподавал в Миргородской художественно-промышленной школе имени Николая Гоголя. Дружил и переписывался с Дмитрием Яворницким. В 1908 году по состоянию здоровья он оставил преподавательскую работу и вышел на пенсию. Много лет ездил по Украине, описывал и собирал образцы народного искусства, фольклорный материал и записывал на фонографе пение и игру кобзарей (Филарет Колесса использовал эти записи в «Материалах к украинской этнологии», тт. 13, 14, 1913); сам он артистично исполнял думы. Собранные материалы обрабатывал как альбомы: украинской и запорожской старины, орнамента, вышивок, резьбы, керамики, архитектурных мотивов.
С 1870-х годов активно исследовал кобзарство. В исследовании кобзарства Сластион активно сотрудничал с Климентом Квиткой и Лесей Украинкой. Рисовал портреты кобзарей, записывал думы. В 1902 году в журнале «Киевская старина» (одно из самых известных тогдашних изданий исторической и краеведческой тематики) опубликовал статью о кобзаре Михаиле Кравченко. Уже через много лет после смерти А. Сластиона, в 1961 году, была издана книга с портретами кобзарей, которые нарисовал художник. Особой заслугой Афанасия Сластиона является то, что многие кобзарские думы он записал на фонограф (первые записи сделал в 1903 году). Содействовал в организации в Миргороде в 20-х годах XX века крестьянской капеллы бандуристов, впоследствии реорганизованной в Первую крестьянскую капеллу бандуристов имени Тараса Шевченко (1928).
Умер 24 сентября 1933 года. Похоронен на Троицком кладбище Миргорода.
А. Сластион — автор статей в украинских журналах «Киевская старина», «Родной край», газете «Рада» и других — псевдоним «Опішнянський гончар». Также публиковался в российских журналах (в частности, о кобзарстве и кобзарях с их портретами), подготовил материал к книге «Украинские народные думы», т. I (1927); автор книг «Мартынович. Воспоминания»(1931) и «Портрети украинских кобзарей»(опубл. 1961).
В 1900-х работал над иллюстрациями к «Кобзарю» Тараса Шевченко, иллюстрировал его произведения (в частности «Гайдамаки» (1886), переизданные в 1920-х годах Яковом Оренштайном в Берлине, «Катерину»); также иллюстрировал читанку «Венок» Б. Гринченко, «Казаки и море» Даниила Мордовцева и другие.
Живописец украинских пейзажей и жанровых сцен: «Украинка», «Проводы на Сечь» (1886), «Миргород» (1901), «Вечер. Село»(1904), «Зима на Черниговщине»,"На Волыни" и другие. Его живопись отмечена влиянием передвижничества, но с национальной тематикой.
В 1906 году принадлежал к группе иллюстраторов киевского сатирического журнала «Шершня», затем работал во многих украинских издательствах, в частности в журнале «Родной край» Олены Пчилки.
К 100-летию со дня рождения Тараса Шевченко А. Сластион выступил инициатором возведения памятника поэту в Миргороде, участвовал в сборе средств.
Во время революционных событий 1917—1920 годов спасал художественные шедевры из поместий известных семей. С 1918 года А. Сластион возглавлял комиссию по сбору культурных и художественных ценностей при отделе народного образования. Благодаря Афанасию Сластиону было сохранена значительная часть ценностей, которые находились в имениях в Хомутце (усадьба Муравьевых-Апостолов), Великих Сорочинцах (бывшие владения Гоголев-Яновских), Большой Обуховке (усадьба Капнистов), Кибинцах и Яреськах (владения Трощинских). На основе собранного материала в 1920 году был открыт «Научный и художественно-промышленный музей» (около 600 экспонатов), который впоследствии стал основой для Миргородского краеведческого музея. Музею А. Сластион подарил также сборник своих собственных произведений.
В 1920-х по проекту художника построены здание курорта в Миргороде и еще ряд сооружений.

## Творчество

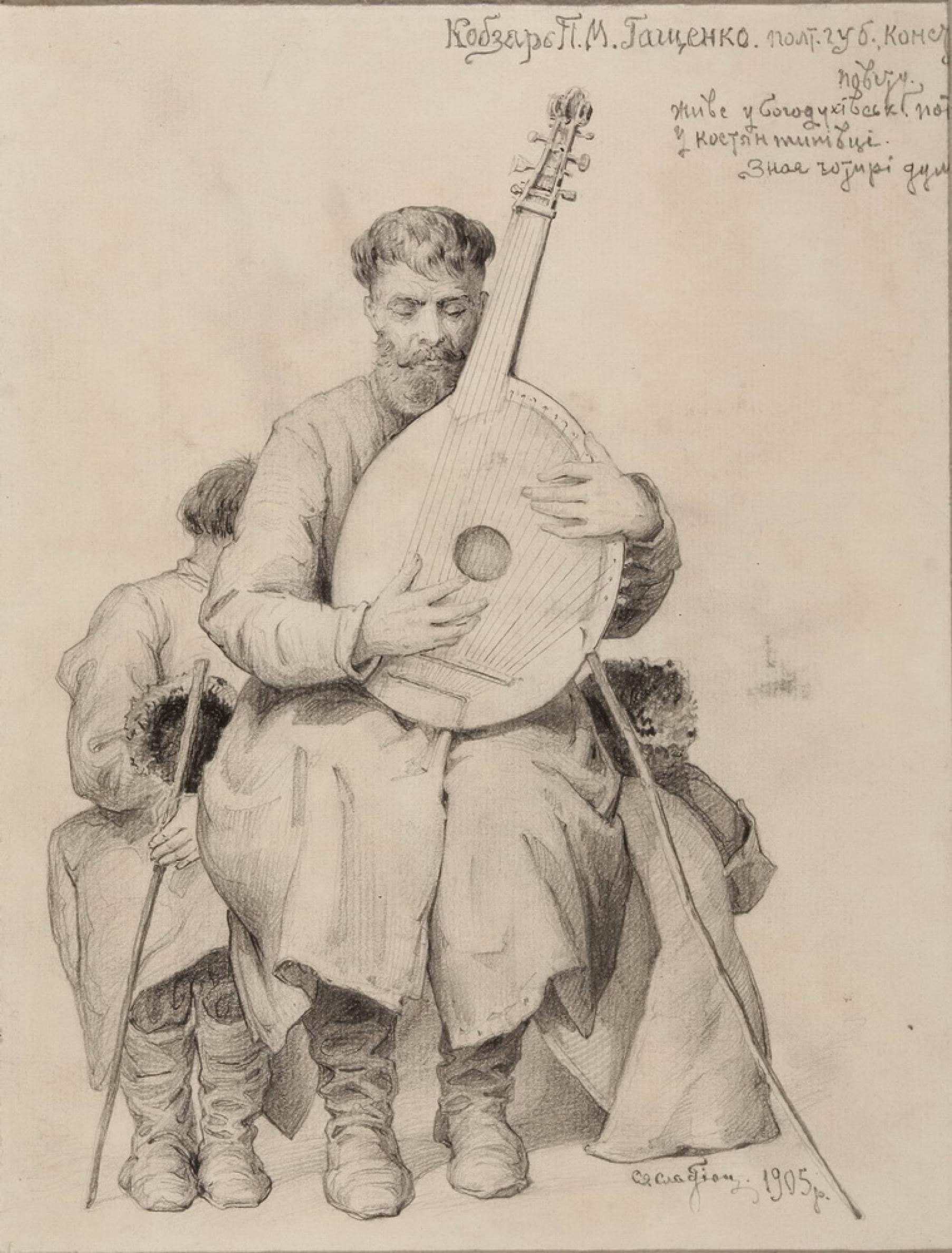
Портрет кобзаря П. Гащенко. 1905

Ведущей темой творчества Афанасия Сластиона были история, жизнь и быт украинского народа.

### Самые известные живописные произведения
- Казаки и море (иллюстрации к поэме Даниила Мордовцева, 1858).
- Проводы на Сечь (1898).
- На жатве (1899).
- Гайдамаки (иллюстрации к поэме Тараса Шевченко, 1883—1885).
- Старина украинская и запорожская (литографии в альбоме, 1890-е годы).
- Портреты украинских кобзарей (серия 1875—1928)[3].

Произведения Сластиона хранятся в Национальном художественном музее Украины, Харьковском художественном музее, Полтавском государственном художественном музее и других.

### Архитектурное творчество

Проект облицовки школы в Лохвицком земстве. 1910

В 1902—1903 годах поддерживал Василия Кричевского в борьбе за украинский национальный стиль здания губернского земства в Полтаве. В 1910—1913 годах проектировал ряд сельских гражданских зданий в украинском стиле, в частности, дома кооперативных обществ, сооружения на территории Миргородского курорта, дом земского врача в Чернухах, дома в Великих Сорочинцах и т. д. Долгое время созданные А. Сластионом сооружения не имели охранного статуса, в советские времена они часто подвергались разрушениям.
В 1913—1916 годах А. Сластион создал серию проектов земских школ для Лохвицкого уезда на 1, 2, 3 и 4 класса. Учебным заведениям был придан яркий национально ориентированный вид, они построены в стиле украинского архитектурного модерна. Эти школы имеют характерный признак — шестиугольные окна и башни, кирпичный декор на фасаде повторял украинский народный узор. Проекты были утверждены Лохвицким земством и получили распространение в Лохвицком (Чернухинская волость) и Лубенском уездах. На сегодня известно по меньшей мере 53 здания земских школ, построенных на территории Лохвицкого уезда в 1910—1914 годах по проектам Афанасия Сластиона. Одними из самых выдающихся были школы в Западинцах, Бодакве, Песках. Экономически выразительные в художественном смысле, они имели стены, украшенные кирпичным орнаментом, трапециевидными окнами, крышами с уступами и высокими шпилями над башнями, которые подчеркивали главные входы в школы. Пример построения этих школ вызвал ряд заимствований и повторений в других регионах, в частности на Черкащине, Киевщине и Николаевщине.
В 1914—1916 годах в Нежине построено здание первой в Нежине городской электростанции.

## Память
В 1965 году на могиле А. Г. Сластиона (Троицкое кладбище города Миргорода) установлен железобетонный памятник (автор — А.Убийвовк), в 1989 году его заменили гранитным (автор — Р. А. Гусаренко).
В Миргороде открыты мемориальные доски, посвященные А. Г. Сластиону.
20 мая 2015 года в Полтаве Октябрьский переулок был переименован в переулок Афанасия Сластиона.

## Галерея

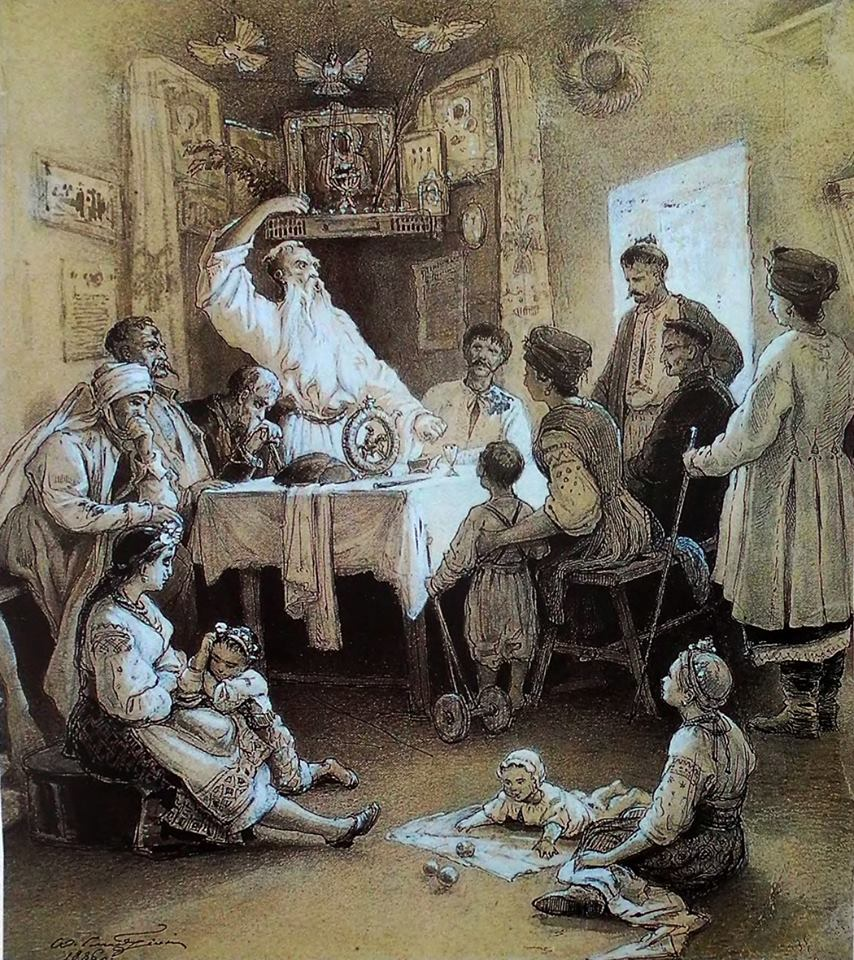
Иллюстрация А. Сластиона к поэме Тараса Шевченко «Гайдамаки». 1886 г.
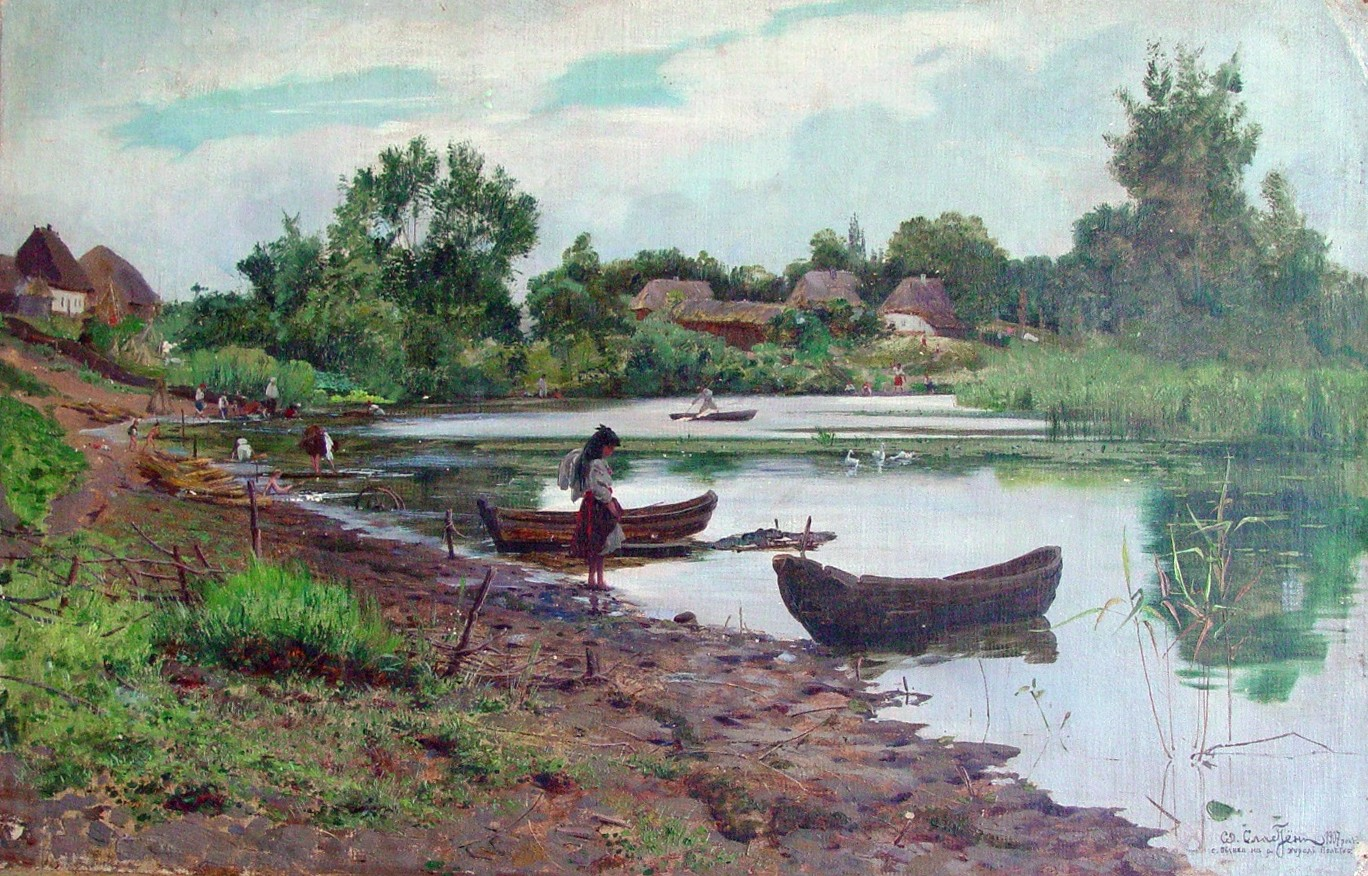
Речка Хорол
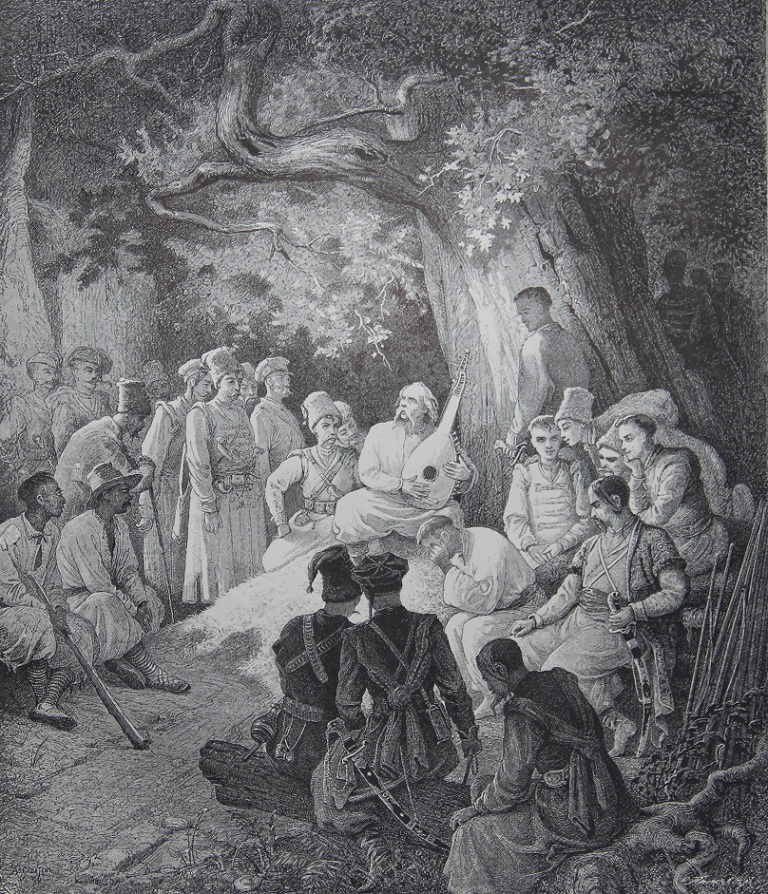
Иллюстрация А. Сластиона к поэме Тараса Шевченко «Гайдамаки». 1886 г.
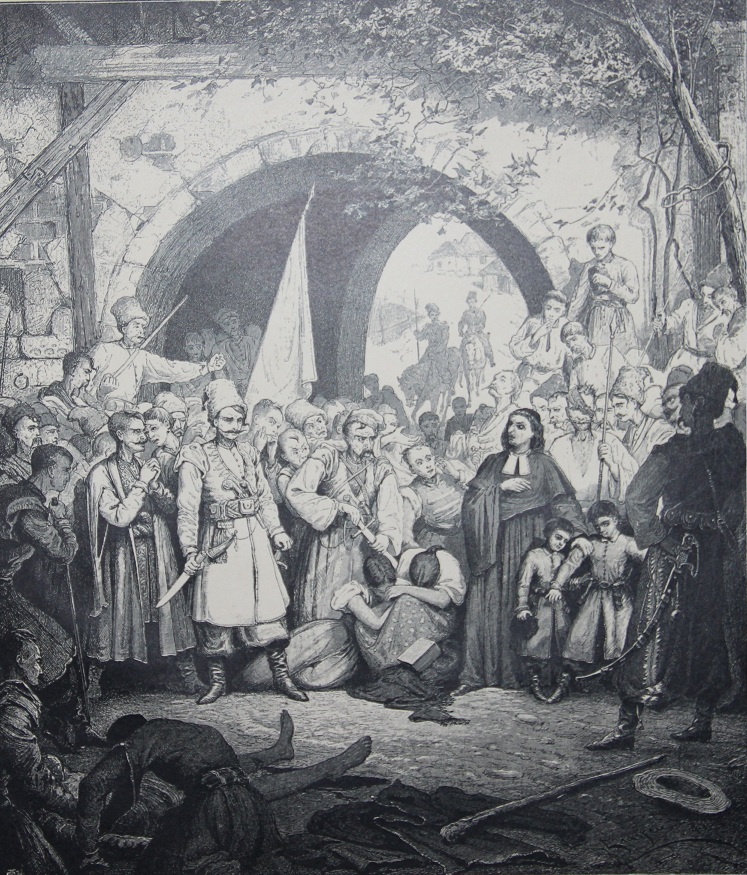
Иллюстрация А. Сластиона к поэме Тараса Шевченко «Гайдамаки». 1886 г.
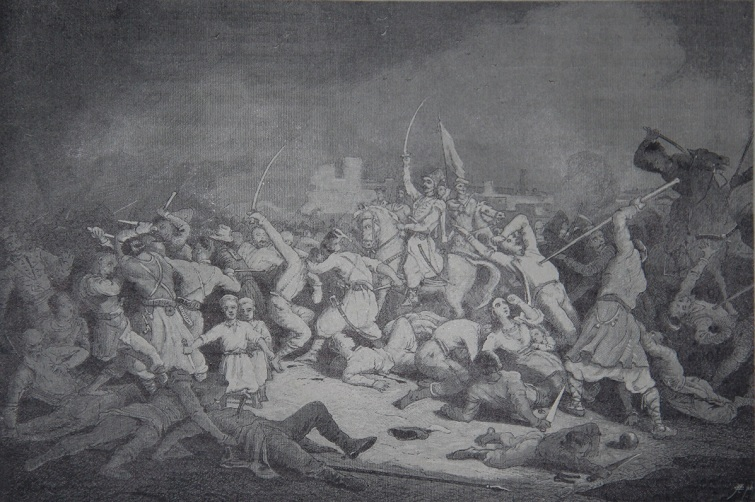
Иллюстрация А. Сластиона к поэме Тараса Шевченко «Гайдамаки». 1886 г.
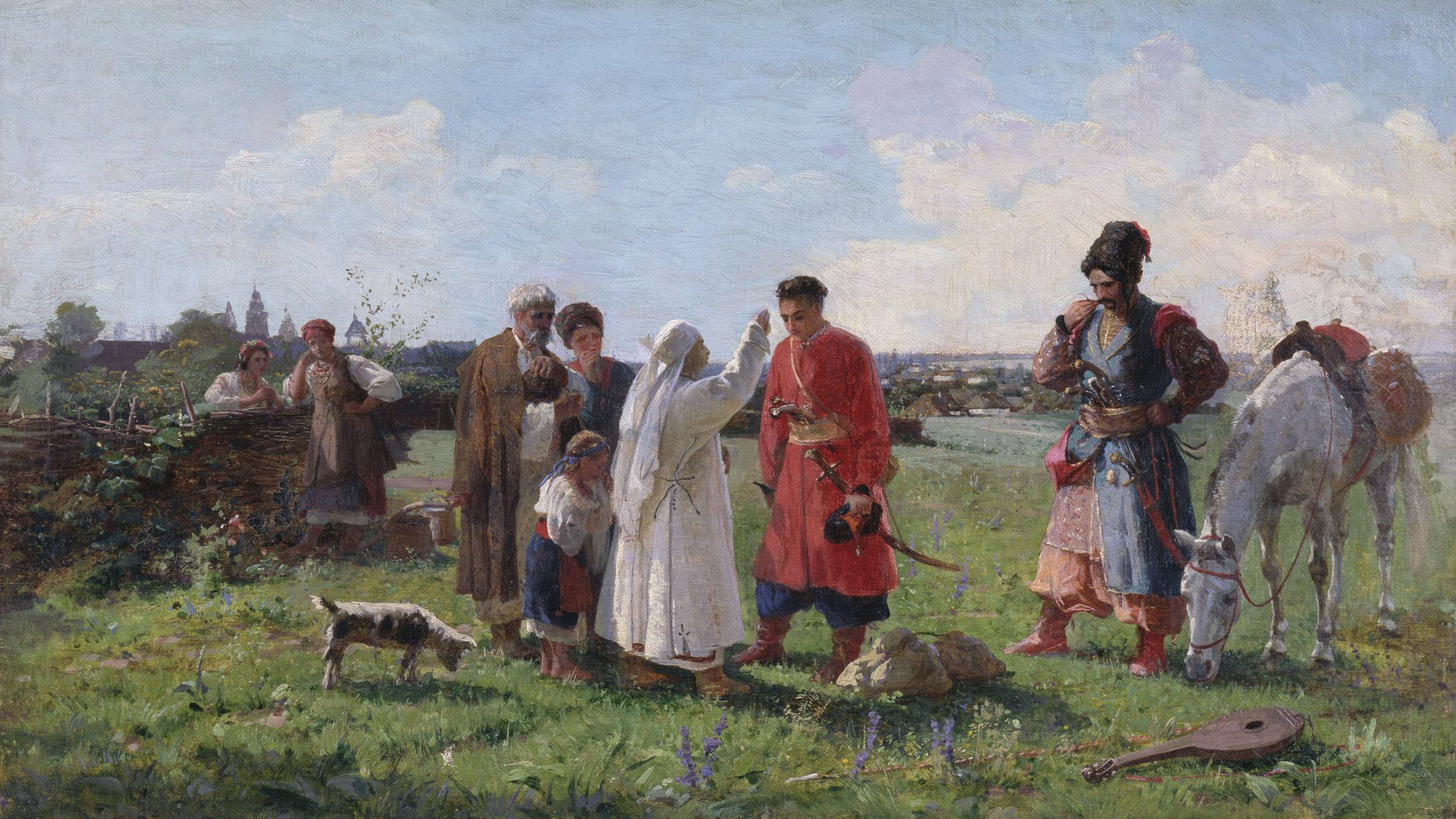
Проводы на Сечь
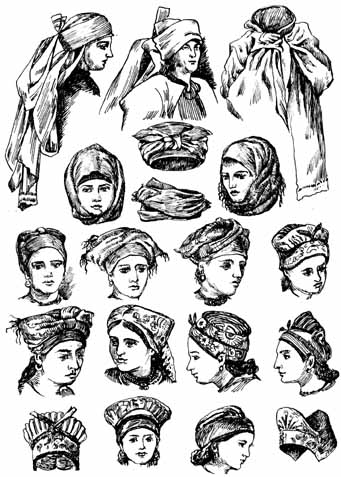
Украинские женские традиционные головные уборы
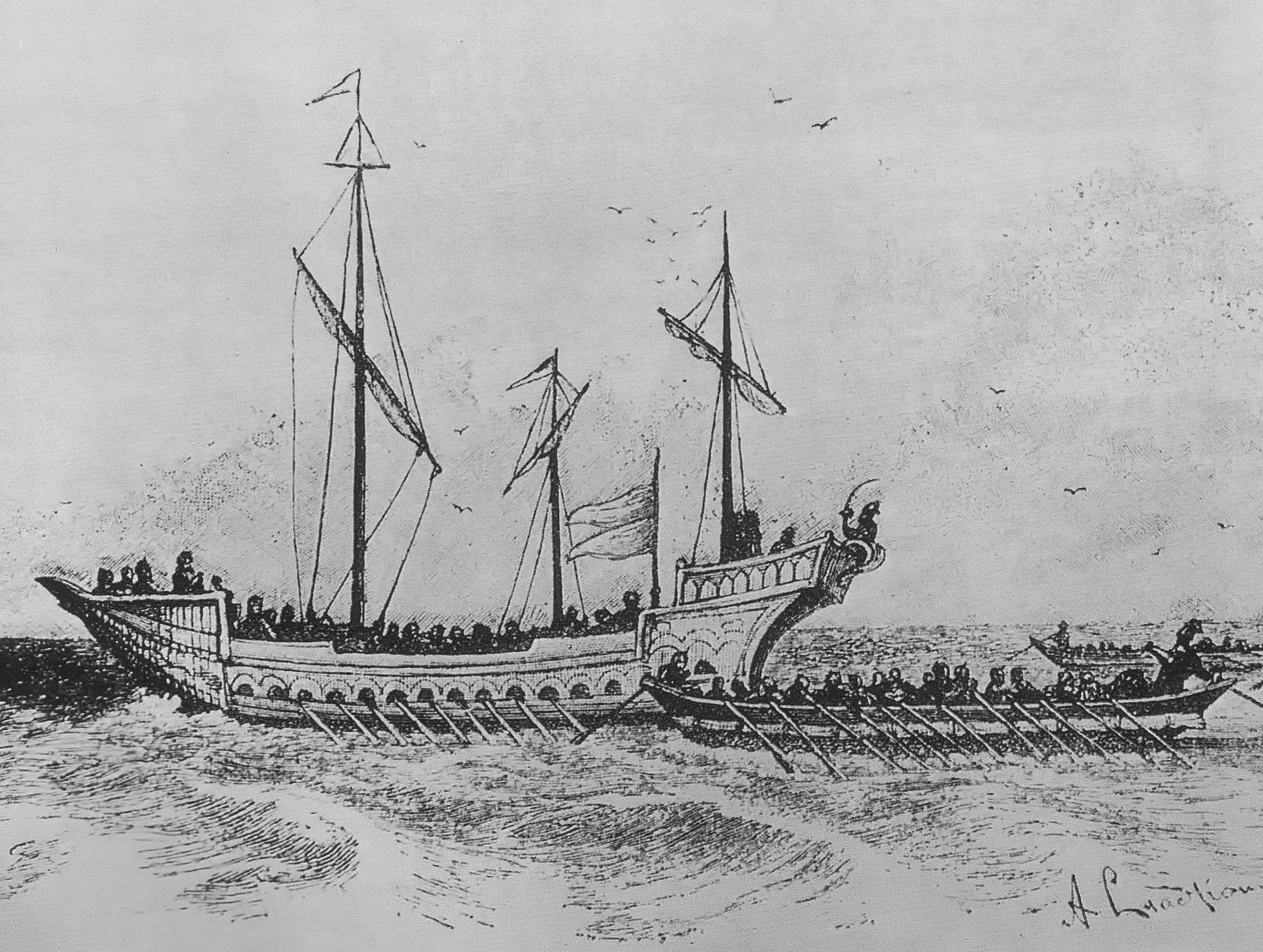
Запорожские суда. 1900 г.

## Публикации Сластиона
- Сластьонов А. Г. Кобзарь Михайло Кравченко и его думы / А. Сластион // Кієвская старина. — 1902. — Т. LXXVII, ч. 5. — С. 303—331.
- Сластіон О. Дума що її склав у 1904 році кобзар М. Кравченко на події відомої «Сорочинської трагедії» // Первісне громадянство. — 1929, — Вип. 1. — С. 98-100.
- Сластіон О. Мелодії українських дум і їх записування // Рідний край. — 1908. — № 41. — С. 6-8.
- Сластіон О. Записування дум на фонографі // Рідний край. — 1909. — № 22.
- Сластіон О. Г. Портрети кобзарів. — АН УРСР, 1961. — 62 с.
- Сластьон О. Порфирій Мартинович.  — Полтава : Накладом газети «Рідне Слово» в друкарні «Печатне Діло»,  1919.  — 24 с.